# Estación de Cluny - La Sorbonne
La estación de Cluny - La Sorbonne es una estación de la línea 10 del metro de París situada en el distrito V de la ciudad. 
Ofrece conexiones con las líneas B y C de la red de cercanías a través de un pasillo que lleva hasta la estación de Saint-Michel - Notre-Dame.

## Historia
La estación fue inaugurada el 15 de febrero de 1930 con el nombre de Cluny, en referencia a la Orden de Cluny.
En 1939, con el inicio de la Segunda Guerra Mundial fue cerrada como muchas otras estaciones de la red. Sin embargo, pasado el conflicto no fue reabierta al considerar que estaba demasiado cerca de otras paradas como Odéon, Maubert - Mutualité y Sain-Michel. 
En 1988, fue reabierta y enlazada con la estación del RER de Saint-Michel - Notre-Dame. En la reapertura se añadió al nombre la mención a la cercana universidad de La Sorbonne.

## Descripción
Se compone de dos andenes laterales de 75 metros de longitud y de tres vías. Esta tercera vía situada entre las dos vías con acceso a los andenes sirve de enlace con la Línea 4.
En su diseño es una de las estaciones más peculiares de la red. La bóveda elíptica está revestida parcialmente de unos azulejos planos propios. La tipografía, la iluminación y los asientos son también exclusivos a la estación.
Por último, el centro de la bóveda está decorado por un mosaico realizado por Jean Bazaine titulado Ailes et Flammes que se completa con la reproducción de las firmas de escritores como Victor Hugo, Racine o Rimbaud.

## Accesos
La estación dispone de dos accesos:
- Acceso 1: bulevar Saint-Germain esquina con el bulevar Saint-Michel.
- Acceso 2: bulevar Saint-Germain esquina con la calle Saint-Jacques.